# Janiralata gurjanovae
Janiralata gurjanovae är en kräftdjursart som beskrevs av Oleg Grigor'evich Kussakin1962. Janiralata gurjanovae ingår i släktet Janiralata och familjen Janiridae. Inga underarter finns listade i Catalogue of Life.